# Nieświadomość (psychoanaliza)
Nieświadomość – pojęcie zaczerpnięte z psychoanalizy, określające jeden z obszarów aparatu psychicznego (obok przedświadomości i świadomości).
Nieświadomość według psychoanalizy skupia wyobrażenia, które są nieakceptowane przez świadomość i między innymi z tego względu nie mogą zostać uświadomione. Zachowują jednak duży ładunek energetyczny, dzięki czemu stale próbują przedostać się do świadomości. Efektem tych dążeń mają być takie akty psychiczne jak marzenia senne, objawy nerwicowe (np. lęki, natręctwa, objawy konwersyjne), przejęzyczenia i czynności pomyłkowe.
Zygmunt Freud używał terminu „nieświadomość” w dwóch znaczeniach:
- deskryptywnym: określenie, czy dane wyobrażenie jest obecnie w polu świadomości, czy też poza tym polem; nieświadome w tym znaczeniu to „niebędące aktualnie w polu świadomości”
- systemowym: określenie, do którego systemu przynależne jest dane wyobrażenie: świadomości, przedświadomości czy nieświadomości; nieświadome w tym znaczeniu to tyle co „należące do systemu nieświadomości”

Freud nie jest jednak, wbrew obiegowym opiniom, twórcą tego pojęcia. Whyte w swojej pracy (patrz bibliografia) podaje około 200 naukowców i pisarzy, którzy przed Freudem używali pojęcia nieświadomości w znaczeniu nieświadomych czynników rządzących ludzkim zachowaniem.
Badanie stosunku wyobrażeń do świadomości/nieświadomości wskazuje topiczne ujęcie procesów psychicznych przez psychoanalizę. Z uwagi na ten kierunek badań psychoanaliza określana jest jako psychologia głębi (niem. Tiefenpsychologie).
Freud twierdził, że nieświadome (w sensie systemowym) mogą być wyobrażenia, które są  zespołami śladów pamięciowych obsadzone pewną ilością popędu, czyli ładunku energetycznego (obsadzenie – niem. besetzung). Popędy nie mogą być nieświadome, gdyż jako takie nie wchodzą w żadne relacje ze świadomością/nieświadomością. Odniósł się także do określeń „nieświadome emocje”, „nieświadome uczucia”, twierdząc, że nieświadomość tyczy się tylko wyobrażenia związanego z daną emocją czy uczuciem. Mówiąc „nieświadoma miłość”, „nieświadomy lęk” mamy na myśli nieświadome wyobrażenia, które wywołałyby miłość czy lęk, gdyby dostały się do świadomości.

## System nieświadomości
Cechami charakterystycznymi systemu nieświadomości są:
- niesprzeczność
- proces pierwotny
- bezczasowość
- brak odniesienia do rzeczywistości zewnętrznej

### Niesprzeczność
W nieświadomości wyobrażenia nie są różnicowane ze względu na treść wyobrażenia, a jedynie na ilość ładunku energetycznego, która jest z nim powiązana. Z tego względu wyobrażenia te nie są wzajemnie sprzeczne.

### Proces pierwotny
Między elementami znajdującymi się w systemie zwanym nieświadomością zachodzą pewne relacje, które Freud nazwał psychicznym procesem pierwotnym. Składają się na niego dwa mechanizmy psychiczne:
- przesunięcie (przemieszczenie)
- zagęszczenie (kondensacja)

### Bezczasowość
W systemie nieświadomym wyobrażenia nie są uporządkowane chronologiczne, czyli np. u człowieka dorosłego nieświadome wyobrażenia powstałe w dzieciństwie są tak samo aktualne, jak te powstałe w dorosłości.

### Brak odniesienia do rzeczywistości
Wyobrażenia tkwiące w systemie nieświadomości nie mają odniesienia do rzeczywistości. Są aktywne cały czas, bez względu na aktualną sytuację zewnętrzną. Oznacza to, że pewne życzenia są aktywne cały czas, bez względu na to czy rzeczywistość aktualnie pozwala na ich realizację, czy jest ona sprzeczna z np. normami moralnymi, interesem danej osoby itp.